# Paul Schneider (Schauspieler)

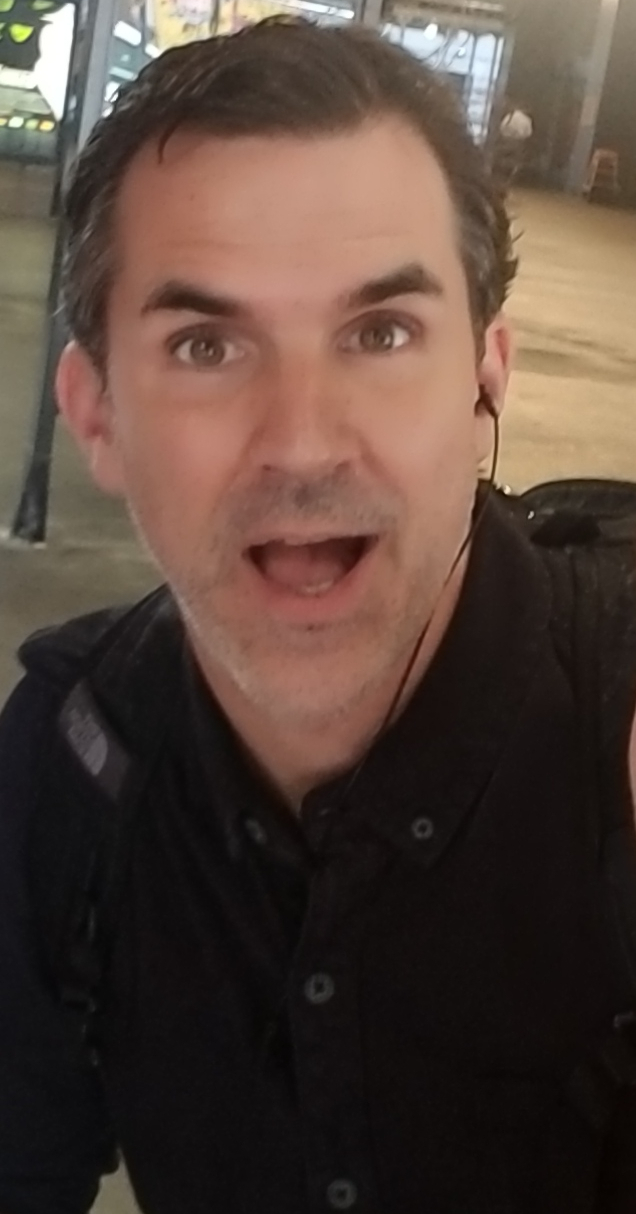
Paul Schneider

Paul Schneider (* 16. März 1976 in Asheville, Buncombe County, North Carolina) ist ein US-amerikanischer Filmschauspieler.

## Leben
Schneiders Kinodebüt stellt der Independent-Film George Washington dar. Weitere wichtige Rollen spielte er in All the Real Girls, Elizabethtown, Die Familie Stone – Verloben verboten! und Live Free or Die. Nebenrollen verkörperte er in Lars und die Frauen und Die Ermordung des Jesse James durch den Feigling Robert Ford.
Beim Filmdrama All the Real Girls (2003) übernahm Schneider nicht nur eine der Hauptrollen, sondern arbeitete auch am Drehbuch mit. Für diese Arbeit wurde er im Jahr 2004 gemeinsam mit David Gordon Green für den Chlotrudis Award nominiert.
In den ersten zwei Staffeln der Serie Parks and Recreation ist er als Mark Brendanawicz zu sehen.

## Filmografie (Auswahl)
- 2000: George Washington
- 2003: All the Real Girls
- 2003: Crude
- 2005: Elizabethtown
- 2005: Die Familie Stone – Verloben verboten! (The Family Stone)
- 2006: Live Free or Die
- 2007: Die Ermordung des Jesse James durch den Feigling Robert Ford (The Assassination of Jesse James by the Coward Robert Ford)
- 2007: Lars und die Frauen (Lars and the Real Girl)
- 2009: Away We Go – Auf nach Irgendwo
- 2009: Bright Star
- 2009–2010: Parks and Recreation (Fernsehserie, 30 Folgen)
- 2011: Wasser für die Elefanten (Water for Elephants)
- 2011: Die Liebenden – von der Last, glücklich zu sein (Les bien-aimés)
- 2014: Suddenly Single – Alles auf Neu (Goodbye to All That)
- 2014: The Divide (Fernsehserie, 8 Folgen)
- 2015: The Daughter
- 2016: Café Society
- 2016: Channel Zero (Channel Zero: Candle Cove, Fernsehserie, 6 Folgen)
- 2016: The Tunnel – Mord kennt keine Grenzen (Fernsehserie, 4 Folgen)
- 2017: Chance (Fernsehserie, 4 Folgen)
- 2018: American Crime Story (Fernsehserie, 1 Folge)
- 2020: Tales from the Loop (Fernsehserie, 5 Folgen)
- 2020: NOS4A2 (Fernsehserie, 3 Folgen)
- 2022: A House on the Bayou